# 제12회 대한민국국제청소년영화제
제12회 대한민국국제청소년영화제는 2012년 11월 6일에 열린 시상식이다.

## 수상 및 후보

### 종합대상
- 모범생 - 손태훈 수상

### 단체상 - 대상
- gv후 - 임지은 수상
- 장구 - 전유나 수상
- 흰머리대소동 - 하정은 수상

### 단체상 - 금상
- 세가지 아메리카노 - 이혜인 수상
- 퀴즈쇼 - 강대호 수상
- 너때문이야 - 오사무엘 수상

### 단체상 - 은상
- 임종하세요-- - 손태훈 수상
- 뻐끔뻐끔 - 신은섭 수상
- 쉬고 싶어요 - 이지영 수상

### 단체상 - 동상
- 가족 영화 - 성다솜 수상
- 블랙박스 - 김지수 수상
- 엄마의 잔소리 - 이주현 수상

### 단체상 - 장려상
- 네가네이 : 네 가족을 네 이웃과 같이 사랑하라 - 정혜경 수상
- 성적순위 - 곽기봉 수상
- 장난감 전쟁 - 홍종혁 수상
- 피하자 - 이슬비 수상
- 촌년들 - 유태상 수상
- 줄넘기의 줄이 쌩쌩 넘어간다 - 노고현 수상
- 귀신길들이기 - 김가연 수상
- 내 꿈은 어디에? - 이수현 수상
- 양보하는 삶 - 고건 수상

### 최우수 연출상
- 모범생 - 손태훈 수상
- 장구 - 전유나 수상

### 최우수 연기상
- 가장 영화 같은 이별 - 이지혜 수상
- 뻐끔뻐끔 - 김상현 수상

### 최우수 조명상
- 노동학원 - 김문경 외 1명 수상
- 자살자 - 김찬슬 외 1명 수상

### 최우수 기획상
- 모델 - 정시영 수상
- names - 백희림 외 1명 수상

### 최우수 편집상
- 감독실격 - 이구용 수상
- 퀴즈쇼 - 강대호 수상

### 최우수 촬영상
- 계단 - 김한혁 수상
- 좁은공간 - 백도엽 수상

### 최우수 음악상
- 노동학원 - 김문경 외 1명 수상
- 볼라벤 - 임정현 수상

### 최우수 각본상
- 가장 영화 같은 이별 - 박승민 수상

### 우수 각본상
- I'm Talking? - 김동민 수상

### 인기영화인 - 대상 영화감독부문
김기덕 수상

### 인기영화인 - 대상 원로배우
안성기 수상

### 인기영화인 - 대상 남자배우
김윤석 수상

### 인기영화인 - 대상 여자배우
하지원 수상

### 인기영화인 - 대상 남자신인배우
김수현 수상

### 인기영화인 - 대상 여자아역배우
김새론 수상

### 상영작
- 심연 - 김남윤
- 미스터 글래머 - 김민지
- 두 여자의 밤 - 김은혜
- 변절자 - 김종재
- IN - 박송희
- 안녕 자지 - 박자은
- 가족 영화 - 성다솜
- 모범생 - 손태훈
- 임종하세요-- - 손태훈
- 물들다 - 원잔디
- 그들의 평화 - 이건주
- 세가지 아메리카노 - 이혜인
- 네남자 - 임규철
- 고백전야 - 임지은
- 코미디왕 - 이인혁
- 참잘했어요 - 박호신
- 소돔 - 김원진
- 종말의 바보 - 이우석
- 선지해장국 - 신준
- white - 김동하
- 할미꽃 - 한상규
- 몽정지몽 - 김현도
- 느리게 - 고경덕
- 가장영화같은이별 - 박승민
- 추억, 아름다운 - 김재선
- 감독실격 - 이구용
- 노동학원 - 김문경 외 1명
- 장 - 송영화
- 티비스타 - 이자혜
- 선약 - 한규범
- 소년이여, 지구를 돌려라 - 이지환
- 성적순위 - 곽기봉
- 혹 - 이은솔
- 어른 - 위재혁
- 그것에 반응하는 우리들의 자세 - 정유원
- 새대가리 - 강소희
- 엔틱카메라 - 정해일
- 상쾌한 대미를 위한 그녀와 나만의 질의응답 - 최영은
- 떠날 수 없는 - 윤영우
- 계단 - 김한혁
- 지하로 - 이진호
- 꽁치 - 이설희
- 2010년 서울 - 김민철
- SERA - 임우성
- 탓 - 이지연
- 모델 - 정시영
- 생계형과실 - 서진경
- 파리지옥 - 윤성준
- 달콤한 두근두근 - 오세민
- 진심찾기, 토요일 새벽 첫 차 - 김완
- 내일 - 이재우
- 시비 - 신규일
- 가위에 눌린 - 김진호
- 자살심사 - 이준희
- gv후 - 임지은
- 장난감 전쟁 - 홍종혁
- 슈퍼마켓 판타지아 - 김나경
- maman - 최성수 외 1명
- 옷장 - 윤지혜
- 생활의 길잡이 - 윤단비
- 새 삶 - 서호빈
- 불청객 - 김의곤
- 상두별곡
- 당신의 자리 - 정혜경
- 네가네이 : 네 가족을 네 이웃과 같이 사랑하라 - 정혜경
- 바다를 본 소녀 - 이종필
- 원더풀데이즈 - 서형원
- 장래희망 - 이형석
- 저무는 방 - 박현석
- 허수아비의 꿈 - 고기정
- I'm Talking? - 김동민
- 살인자 유 - 김동민
- 안녕, 코스모스 - 김리원
- 거친녀석들 - 김현호
- 미라클 - 남유정
- 둥글게 둥글게 - 남유정
- 달콤한 커피 - 박소연
- 깡통을 부탁해 - 박준배
- 상상 - 박찬기
- 구름이 남기고 간 이야기 - 승진용
- Exsequor - 유제욱
- 안녕히 계세요 - 이동혁
- 마법딱지 - 이솔희
- 팔로우, 라이트 - 전민혁
- 백아절현 - 정진영
- control c, control v - 조경환
- 끝없는 여름 - 이솔희
- the butterfly - 강민건
- 너의 세상으로 - 조설하
- 업다 - 김홍민
- 대낮에 가출 - 김홍민
- trouble - 안은지
- 피하자 - 이솔비
- 19라면 - 정임정 외 2명
- 용서 - 선고은
- 금붕어 - 조영지
- 집으로 가는 길 - 박슬기 외 3명
- 그대로 그 나름대로 - 정하은 외 4명
- 거기?너 용기를 내 - 최유진
- travel,travel,travel - 지예원
- horror school - 김재성
- 이기적 - 김태진 외 1명
- 구겨지다 - 박찬현
- 연애 임파서블 - 김주현
- 일어나 - 박찬현
- UGLY - 김정현
- 미안해, 축하해! - 남혜린
- 시선너머 - 유지영 외 2명
- 투게더 - 정혜원
- 돌이킬수없는 - 양예리
- 종이학 - 최정수
- 그해, 여름 - 황태성
- 블랙박스 - 김지수
- 락조 - 석호연
- 퀴즈쇼 - 강대호
- 그녀석의 건망증 - 강대호
- 우리에게 - 강연수
- 노숙왕 - 이현섭
- 사과 - 이재범
- 군밤과 와플 - 신승우
- 안전지대 - 박준석
- 옥상탈출 - 박준석
- 우리는 왜 여기에 있는가! - 강병규
- 나쁜남자 - 김영랑
- 그리며 그린다 - 정승현
- 좁은공간 - 백도엽
- 한여름밤의꿈 - 최선희
- 소등 - 안소현
- 구멍난주money - 김소미 외 1명
- 당신은 한글에 대하여... - 노연제
- 키키킥 - 노연제
- 일탈 - 이정원
- 결로 - 김준학
- 우리는 같이 있어... - 이지현
- 우물 - 백희림
- re-turn - 강민건
- 그남자 그여자의 사정 - 양동혁
- 두가지선택 - 양해광
- 마음의 대화 - 고은석
- coloful - 조유진
- 자각몽 - 윤성혁
- 볼라벤 - 임정현
- 청춘놀이터 - 김나영
- 80byte - 김나영
- 벚꽃비 - 임동빈
- 콩깍지 - 김은빈
- 거기서라 성기왕 - 최지완
- 34000원의 데이트 - 신주희
- 검은놈과 나 - 엄예준
- 버려버려 - 안지수
- 소파 - 정유빈
- 촌년들 - 유태상
- happiness - 한지은
- 스펀지 - 이윤인
- 묵언 - 김솔
- 커뮤니고스트 - 김리브가
- 뻐끔뻐끔 - 신은섭
- 자살자 - 김찬슬 외 1명
- 사이렌 - 한은선
- 17세의 여름 - 박건춘 외 1명
- 블라인드 - 박건춘 외 1명
- 날보게하소서 - 전예진
- 선풍기는 돌아간다 - 조하나
- factory - 하태영
- 생일선물 - 원창성
- 오늘의 일기 - 김지수
- 이유있는열광 - 이주리
- 우리는 freeteen입니다. - 박솔미
- 일하지않는자,먹지도마라 - 전유나 외 1명
- 장구 - 전유나
- 복수꽃피는날 - 유준상
- 처음의 날 - 고들풀
- 넋두리&Holic - 김동현
- 반장의 목적 - 민세진
- 빨래하기좋은날 - 이슬혜
- names - 백희림 외 1명
- 고소공포증 - 허윤
- justice - 최승지
- 미아 - 박진성
- 콜로세움 - 이상민
- 줄넘기의 줄이 쌩쌩 넘어간다 - 노고현
- 노란종이 - 김현진
- 아름다운 그림 - 이윤석
- 엄마맞아? - 이윤석
- 사나이로 태어나서 - 윤경태
- 프레임 - 이혜린
- ME2 - 성은경
- 펜팔, 구합니다 - 허준원
- 옆집남자 - 유현진
- 하루 - 유현진
- 싸늘한 여름 - 정라영
- 청소년아르바이트천국 - 백도엽
- don't look at me - 이도훈
- 두근두근 - 이남진
- 지금 우리는 - 박소연
- 마법달력 - 박휘연
- 둘만의 비밀 - 안수연
- 바지 똥 - 오창기
- 엄마의 잔소리 - 이주현
- 삼각관계 - 이지민
- 쉬고 싶어요 - 이지영
- 행복한 꿈 - 이은송
- 친구야 파이팅 - 김지민
- 영혼이 바뀌어버렸어요! - 고나희
- 흰머리 대소동 - 하정은
- 게임입니까 - 김정원
- 귀신길들이기 - 김가연
- 너때문이야 - 오사무엘
- 내꿈은어디에? - 이수현
- 세개의 물음 - 조규현
- 말썽꾸러기 - 황효선
- 동생의 생일 - 최연희
- 인생역전 - 천성우
- 혜진이의 편지 - 김나현
- 양보하는 삶 - 고건
- 하모니 - 강봉제